# Триметиламиноксид
Триметиламиноксид (ТМАО, также известен как триметиламин N-оксид) — органическое вещество имеющее формулу (CH3)3NO.
Образует сильные водородные связи с водой, применяется при исследованиях фолдинга белков для уменьшения денатурирующего эффекта мочевины. ТМАО используется акулами и некоторыми другими морскими животными в качестве природного осмолита.

## Физиология и биологические свойства
Триметиламиноксид образуется в организме человека из триметиламина, который, в свою очередь, является результатом переработки карнитина, холина, бетаина и лецитина кишечным микробиомом. Триметиламин всасывается стенками кишечника, поступает в кровь и перерабатывается в триметиламинооксид в печени. Доказано, что приём антибиотиков, угнетающих кишечную микрофлору, приводит к снижению уровня ТМАО. Триметиламин рассматривается как фактор развития атеросклероза, прочих сердечно-сосудистых заболеваний, инсульта. Точный механизм влияния ТМАО на здоровье остаётся невыясненным, но уровень содержания триметиламиноксида в крови и плазме крови считается важным маркером для определения риска развития сердечно-сосудистых заболеваний. Провоцирует воспалительные реакции и уменьшает количество желчи. Увеличивает количество свободного холестерина, понижает CYP7A1  и CYP27A1 